# Championnat de Finlande de football 1947-1948
Navigation
Saison précédente Saison suivante
La saison 1947-1948 du Championnat de Finlande de football était la 18e édition du championnat de première division en Finlande. Les 8 meilleurs clubs du pays sont répartis en une poule unique où ils s'affrontent deux fois, à domicile et à l'extérieur. Les deux derniers du classement sont directement relégués en deuxième division.
C'est le VIFK Vaasa qui remporte le championnat en terminant en tête du classement final. Cette saison étant une saison de transition, la victoire du VIFK n'est pas comptabilisée dans les bilans.
La saison prochaine, le championnat comptera 16 clubs (8 clubs fédéraux et 8 clubs ouvriers) afin de développer et structurer la Mestaruussarja et d'en faire la compétition unique en Finlande.

## Les 8 clubs participants
- KuPS Kuopio - Promu d'Ykkonen
- TPS Turku
- VIFK Vaasa
- HIFK
- JÄntevä Kotka - Promu d'Ykkonen
- HJK Helsinki
- HPS Helsinki
- VPS Vaasa

## Compétition

### Classement
Le barème de points servant à établir le classement se décompose ainsi :
- Victoire : 2 points
- Match nul : 1 point
- Défaite : 0 point

| Rang | Équipe        | Pts | J  | G | N | P  | Bp | Bc | Diff |
| ---- | ------------- | --- | -- | - | - | -- | -- | -- | ---- |
| 1    | VIFK Vaasa    | 20  | 14 | 8 | 4 | 2  | 38 | 22 | +16  |
| 2    | HIFK T        | 17  | 14 | 8 | 1 | 5  | 38 | 29 | +9   |
| 3    | HPS Helsinki  | 17  | 14 | 7 | 3 | 4  | 31 | 23 | +8   |
| 4    | TPS Turku     | 15  | 14 | 6 | 3 | 5  | 19 | 23 | -4   |
| 5    | HJK Helsinki  | 14  | 14 | 6 | 2 | 6  | 33 | 27 | +6   |
| 6    | VPS Vaasa     | 12  | 14 | 5 | 2 | 7  | 31 | 26 | +5   |
| 7    | KuPS Kuopio P | 11  | 14 | 4 | 3 | 7  | 32 | 32 | 0    |
| 8    | Jäntevä Kotka | 6   | 14 | 2 | 2 | 10 | 12 | 52 | -40  |

|  | Champion de Finlande 1947-1948          |
|  | Relégation en Ykkonen                   |
|  | T : Tenant du titre P : Promu d'Ykkonen |

## Bilan de la saison
| Championnat de Finlande de football 1947-1948 |                |
| Champion                                      | VIFK Vaasa     |
| Promotions et relégations                     |                |
| Promus en Mestaruussarja                      | KIF Helsinki   |
| Promus en Mestaruussarja                      | Sudet Helsinki |
| Relégués en Ykkönen                           | KuPS Kuopio    |
| Relégués en Ykkönen                           | Jäntevä Kotka  |